# 秦含章
秦含章（1908年2月19日—2019年8月15日），中国江苏省常州府无锡县人，中国食品工业专家和超级人瑞，在食品科学领域工作80年，于製酒业也处于领先地位。

## 生平
秦含章1908年2月19日出生于大清江蘇省常州府無錫縣，是家中最小的孩子，祖上为江南望族。其父秦汝煜（1867－1925）18岁考中秀才，母親苏氏（1868－1928）。秦含章3岁即被过继到姑父杨通观家中，9岁才回到自己父母身边，在父亲的私塾里学习《百家姓》、《千字文》。秦含章在13岁时随長兄秦柳江（1892－1960）学习中医。

### 进入发酵工业
1931年毕业于上海國立勞動大學农学院。1931年进入比利时国立让布卢农业生物技术学院学习农产工业，1935年获工学硕士及农产工业工程师学位（工学候补博士学位）。在比利时布鲁塞尔大学植物学院博士班进修微生物学，并任威尔孟哥本斯啤酒厂实习工程师。1936年，秦含章进入德国柏林大学化学及发酵学院专修啤酒工业。1936年9月回国在江苏省立教育学院副教授、1939年在四川省立教育学院教授、1941年国立中央大学教授、1948年-1949年任私立江南大學教授、农产品制造系首任主任。1950年参加九三学社，任社中央顾问及参议，1951年参加民建。1950年，时任中华人民共和国政务院总理周恩来签署人字第0211号任命通知书，任命秦含章为食品工业部及轻工业部参事。第一轻工业部、轻工业部食品发酵工业科学研究所所长，中国轻工协会、中国食品工业协会常务理事。第三、五、六届全国人大代表，中国食品工业协会顾问，中国食品工业协会白酒专业协会名誉会长

### 晚年
1966年文化大革命开始后，秦含章的发妻杨文蔚自杀，秦自己也被批斗和下放，并被迫接受劳动改造。1975年，秦含章结识了营养专家索颖并与之结婚。1979年，在邓小平的指示下，轻工业部食品发酵工业科学研究所成立，秦含章恢复了职务。1990年，82岁高龄的秦含章退休。他一生中写下大量著作。2016年，索颖以93岁之龄辞世，秦含章与儿子居住在北京市朝阳区。2019年8月15日13时，秦含章在北京市朝陽區逝世，享嵩壽111岁177天。